# Мелехово (Ленинградская область)
Ме́лехово — деревня в Кусинском сельском поселении Киришского района Ленинградской области.

## История
Впервые упоминается в Писцовой книге Водской пятины 1500 года как деревня Мелехово Селище на реце на Тигоде, противу Кусыни в Солецком на Волхове погосте Новгородского уезда.
Село Мелехова упоминается на карте Санкт-Петербургской губернии 1792 года А. М. Вильбрехта.
На карте Санкт-Петербургской губернии Ф. Ф. Шуберта 1834 года упоминается как Мелехово Погост Тигодской.

МЕЛЕХОВО — село принадлежит генерал-лейтенантше Шеншиной, число жителей по ревизии: 75 м п., 70 ж. п.;
 В оном: церковь деревянная во имя Покрова Пресвятой Богородицы. (1838 год)

Упоминается на карте Ф. Ф. Шуберта 1844 года как село Мелехово состоящее из 17 крестьянских дворов.
В 1850 году в селе на средства помещика, полковника Шеншина, Новоладожского купца Заикина и прихожан был построен каменный храм. При этом деревянная церковь должна была быть разобрана, но затем было решено переместить её в отдалённые раскольнические деревни и образовать там особый приход недалеко от Тигодского погоста. Но старообрядцы отказались от подаренной им церкви, и деревянная церковь осталась стоять в Мелехово наряду с каменной.

МЕЛЕХОВО — село господина Шеншина, по просёлочной дороге, число дворов — 19, число душ — 49. (1856 год)

МЕЛЕХОВО (ТИГОДСКИЕ) — село владельческое при реке Тигоде, число дворов — 28, число жителей: 63 м п., 78 ж. п.; Часовня православная. (1862 год)

В 1866—1867 годах временнообязанные крестьяне деревни выкупили свои земельные наделы у Е. С. Шеншиной и стали собственниками земли.
Сборник Центрального статистического комитета описывал село так:

МЕЛЕХОВО — село бывшее владельческое Тигодской волости при реке Тигоде, дворов — 20, жителей — 102; Церковь православная, лавка. (1885 год)

Согласно материалам по статистике народного хозяйства Новоладожского уезда 1891 года имение при селении Мелехово площадью 8305 десятин принадлежало жене генерал-лейтенанта О. А. Новиковой, имение было приобретено в 1887 году за 70 000 рублей.
Согласно епархиальным сведениям 1899 года в селе находилась Покровская (Николаевская, св. Василия) церковь (Тигодский погост, село Тигоды), к приходу которой относились деревни: Кусино, Тур, Берёзовик, Липовик, Гряда, Меневша, Мягры, Дубовик, Деделево, Кочково, Нечанье, Жар и Метино  (393 двора, 590 мужчин, 649 женщин; раскольников 440 мужчин, 497 женщин). К церкви были приписаны 10 часовен в деревнях: Тур, Кусина, Жар, Мягры, Дубовик, Липовик, Мелевша, Берёзовик, Гряда и Деделево. 
В 1900 году, согласно «Памятной книжке Санкт-Петербургской губернии», имение Мелехово площадью 6274 десятины, принадлежало потомственному почётному гражданину Николаю Александровичу Селецкому.
В конце XIX — начале XX века село административно относилось к Тигодской волости 5-го земского участка 1-го стана Новоладожского уезда Санкт-Петербургской губернии.
- Село Мелехово на карте 1915 года

Согласно карте Петроградской и Новгородской губерний 1915 года в селе Мелехово (Погост Тигодский) находилась церковь и две ветряные мельницы.
С 1917 по 1919 год деревня Мелехово входила в состав Мелеховского сельсовета Тигодской волости Новоладожского уезда.
С 1920 года в составе Меневшского сельсовета Тигодской волости Волховского уезда.
С 1926 года в составе Березовского сельсовета. Согласно данным переписи населения СССР 1926 года в селе Мелехово Берёзовского сельсовета Тигодской волости Волховского уезда проживали 211 человек — все русские.
С февраля 1927 года в составе Глажевской волости. С августа 1927 года, в составе Чудовского района.
С 1928 года в составе Турского сельсовета.
С 1930 года в составе Андреевского района.
С 1931 года в составе Киришского района.
Согласно карте Ленинградской области Северо-западного аэрогеодезического треста ГГУ издания 1932 года деревня насчитывала 16 крестьянских дворов. В деревне располагалась почтово-телеграфная контора.
По данным 1933 года село Мелехово входило в состав Туровского сельсовета Киришского района.
- План деревни Мелехово. 1937 год

Согласно топографической карте РККА 1937 года деревня насчитывала 39 крестьянских дворов. В деревне находилась паромная переправа через реку Тигоду.
Согласно переписи населения СССР 1939 года в деревне Мелехово проживали 105 мужчин и 116 женщин, всего 221 человек. Ещё 6 человек (3 мужчины и 3 женщины) были перевезены в Мелехово с хутора Вейц (деревня Мошки).
В 1940 году население деревни Мелехово также составляло 227 человек.
Деревня была освобождена от немецко-фашистских оккупантов 23 января 1944 года.
С 1963 года в составе Волховского района.
С 1965 года вновь в составе Киришского района. В 1965 году население деревни Мелехово составляло 67 человек.
По данным 1966 и 1973 годов деревня Мелехово также входила в состав Турского сельсовета.
По данным 1990 года деревня Мелехово входила в состав Кусинского сельсовета Киришского района.
В 1997 году в деревне Мелехово Кусинской волости проживали 14 человек, в 2002 году — 15 человек (все русские).
В 2007 году в деревне Мелехово Кусинского СП — 16 человек.

## География
Деревня расположена в юго-западной части района на правом берегу реки Тигода к востоку от автодороги 41А-006 (Зуево — Новая Ладога).
Расстояние до административного центра поселения — 1 км.
Расстояние до ближайшей железнодорожной станции Тигода — 1 км.

## Демография
| 1862 | 2007 | 2010 | 2017 |
| ---- | ---- | ---- | ---- |
| 141  | ↘16  | →16  | ↘12  |

### Национальный состав
Согласно данным Всероссийской переписи населения 2021 года в деревне проживали 11 человек, из них:
 русские — 10, украинцы — 1 человек.

## Достопримечательности
- Церковь Покрова Пресвятой Богородицы, 1850 года постройки, в русско-византийском стиле, каменная, руинирована, не действующая[13].

## Известные уроженцы
- В деревне родился преподобномученик Макарий (в миру Михаил Ефимьевич Смирнов)

## Улицы
Покровская, Светлая.